# Кроли (Западный Суссекс)
Кро́ли (англ. Crawley) — город в графстве Западный Суссекс Юго-Восточной Англии, образует одноимённый административный район (боро). Находится в 28 милях (45 км) к югу от Лондона, в 18 милях (29 км) к северу от Брайтона и Хоув и в 32 милях (51 км) к северо-востоку от уездного города Чичестер. Кроли занимает площадь 17,36 квадратных миль (44,96 км 2) и имеет население 106 597 по данным переписи 2011 года.
Этот район был заселен с каменного века, в римские времена был центром металлургии. Кроли медленно развивался как торговый город с 13-го века, обслуживая близлежащие деревни. Расположение города на главной дороге из Лондона в Брайтон, способствовало развитию постоялых дворов, и улучшению экономической составляющей местности. Железнодорожное сообщение с Лондоном открылось в 1841 году.
Также в городе есть аэропорт Гатвик, в настоящее время один из самых загруженных международных аэропортов Великобритании, построили его на окраине города в 1940-х годах, что стимулировало коммерческий и промышленный рост. После Второй мировой войны британское правительство планировало вывести из Лондона большое количество людей на освободившиеся рабочие места в новые города вокруг Юго-Восточной Англии. Был разработан генеральный план для создания новых жилых, коммерческих, промышленных и гражданских районов, и быстрое развитие значительно увеличило размер и население города в течение нескольких десятилетий.

## География

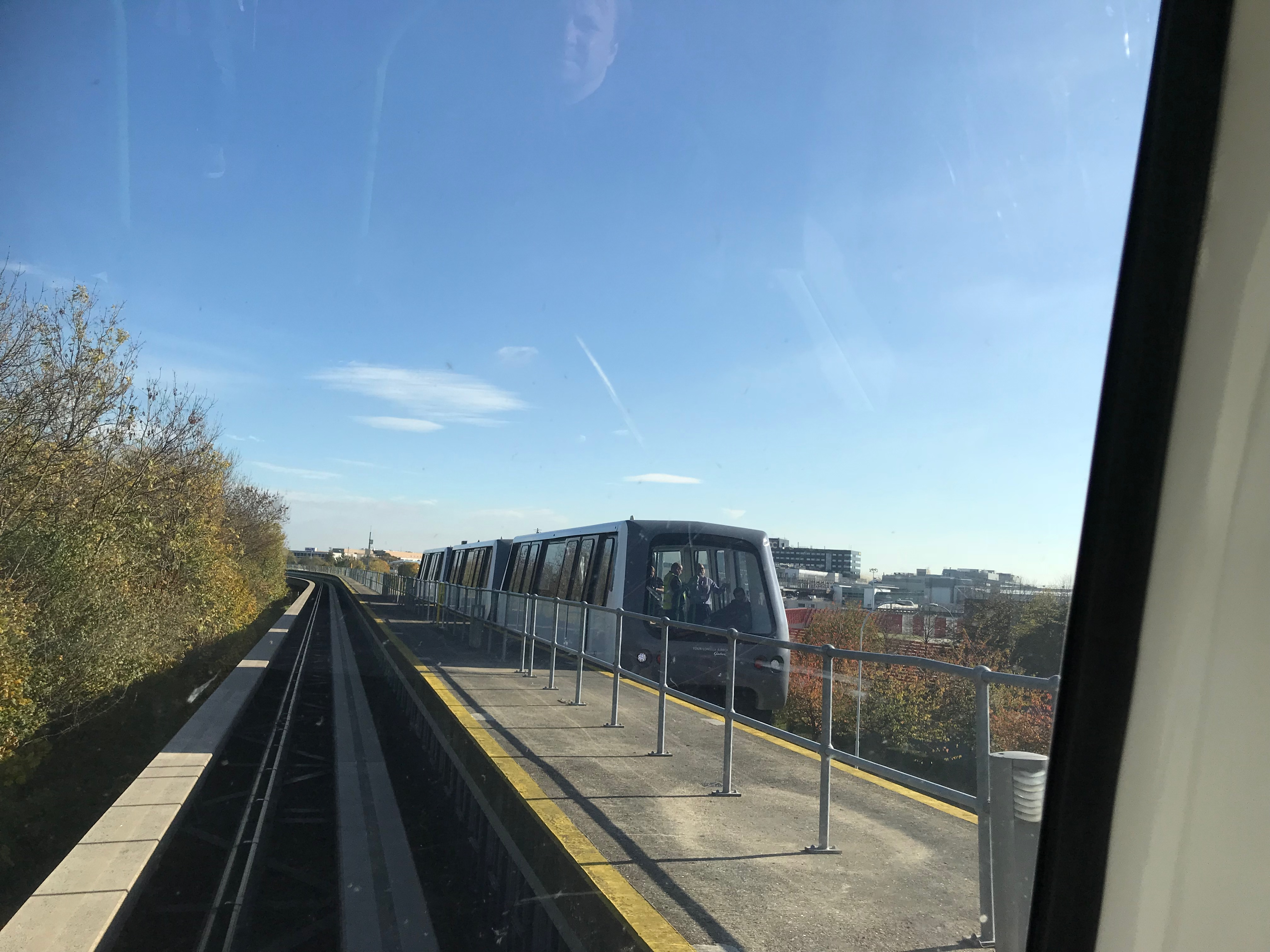
Гэтвик экспресс между терминалами

Город расположен на северо-востоке графства Западный Суссекс в 45 км южнее Лондона и в 29 км севернее Брайтона. Севернее Кроли находится лондонский аэропорт Гатвик.

### Климат
Кроли находится в области с сильно изменяющимся рельефом, поэтому на коротком расстоянии можно встретить множество микроклиматов, холодные низменности, солнечных территории, ветровые вершины холмов. В спокойные, ясные периоды допускает некоторые колебания температуры, хотя большую часть времени, когда сохраняются подвижные западные воздушные потоки, погода, как правило, океаническая, как и на остальной части Британских островов. Гатвик является ближайшей метеостанцией, которая публикует долгосрочные средние значения, которые дают точное описание климата района Кроли, хотя совсем недавно Метеорологическое бюро также опубликовало данные для своей ближайшей метеостанции в Чарнвуде. Обе метеостанции находятся примерно в 3 милях к северу от центра города Кроли и на одинаковой высоте.

## Управление
Городской районный совет Кроли был образован в мае 1956 года из района Хоршам, который охватывал новый город. Закон о местном самоуправлении 1972 года привел к тому, что территория была преобразована в район в апреле 1974 года, получив статус мэрии.

## Спорт
В городе базируется футбольный клуб «Кроли Таун», выступающий в Английской футбольной лиге.